# Patania mysisalis
Patania mysisalis là một loài bướm đêm trong họ Crambidae. Chúng thường được tìm thấy ở Madagascar, Sierra Leone và Nam Phi.